# Storforsbygdens Väl
Storforsbygdens Väl (STOR) är ett politiskt parti registrerat för val till kommunfullmäktige i Storfors kommun. Partiet grundades 1998[källa behövs] som en utbrytning ur Socialdemokraterna. Partiet lade under augusti 2010 ner sin verksamhet, för att de ansåg att de åstadkommit det de ville - minska Socialdemokraternas makt. 

## Valresultat
| År   | Röster | Procent | Mandat         |
| ---- | ------ | ------- | -------------- |
| 1998 | 518    | 17,12 % | 6 av 35 mandat |
| 2002 | 536    | 19,53 % | 7 av 35 mandat |
| 2006 | 527    | 19,13 % | 7 av 35 mandat |